# Hächle
Hächle är en bergstopp i Schweiz.   Den ligger i distriktet Entlebuch och kantonen Luzern, i den centrala delen av landet, 40 km öster om huvudstaden Bern. Toppen på Hächle är 2 091 meter över havet, eller 770 meter över den omgivande terrängen. Bredden vid basen är 7,6 km.
Terrängen runt Hächle är kuperad åt nordväst, men åt sydost är den bergig. Närmaste större samhälle är Escholzmatt, 8,0 km norr om Hächle. 
Trakten runt Hächle består i huvudsak av gräsmarker. Runt Hächle är det ganska tätbefolkat, med 54 invånare per kvadratkilometer.